# Mirobisium cavimanum
Espèce
Synonymes
- Ideobisium quadrispinosum Beier, 1930

Mirobisium cavimanum est une espèce de pseudoscorpions de la famille des Gymnobisiidae.

## Distribution
Cette espèce est endémique de Bolivie.

## Systématique et taxinomie
Cette espèce a été décrite sous le protonyme Ideobisium quadrispinosum par Beier en 1930. Elle est placée dans le genre Mirobisium par Beier en 1931.

## Publication originale
- Beier, 1930 : Die Pseudoskorpione des Wiener Naturhistorischen Museums. III. Annalen des Naturhistorischen Museums in Wien, vol. 44, p. 199-222.